# Charles Howard, II conte di Nottingham
Charles Howard (17 settembre 1579 – 3 ottobre 1642) è stato un nobile inglese.

## Biografia
Era figlio di Charles Howard, I conte di Nottingham e della prima moglie Catherine Carey.
Dal 1596 al 1624 ebbe il titolo di cortesia di Lord Howard di Effingham.
Sposò il 19 maggio 1597 Charity White, figlia di Robert White, che morì il 18 dicembre 1618. Il 22 aprile 1620 sposò Mary Cokayne, figlia di Sir William Cockayne che fu Lord Sindaco della Città di Londra nel 1619.
Da entrambi i matrimoni non nacquero figli.
Nel 1624 divenne il secondo conte di Nottingham alla morte del padre e venne a sua volta succeduto dal fratellastro Charles.